# 塩原勉
塩原 勉（しおばら つとむ、1931年2月23日 - ）は、日本の社会学者、大阪大学名誉教授。

## 来歴
富山県出身。1955年京都大学文学部卒、1961年同大学院博士課程満期退学、城戸賞受賞、1962年関西学院大学社会学部専任講師、1965年助教授、1969年奈良女子大学助教授、1972年千葉大学教授、1976年大阪大学人間科学部教授、1982年評議員、1990-1992年人間科学部長、1994年定年退官、名誉教授、甲南女子大学教授、2001年退職。1998年秋、紫綬褒章受章。

## 著書
『組織と運動の理論 矛盾媒介過程の社会学』新曜社 1976
『社会学の理論 1』旺文社 (ラジオ大学講座) 1984
『社会学の理論 2』放送大学 1985
『転換する日本社会 対抗的相補性の視角から』新曜社 1994

## 翻訳
- 産業における官僚制 組織過程と緊張の研究 A.ゴールドナー 岡本秀昭訳 ダイヤモンド社 1963
- 社会科学の哲学 リチャード・S.ラドナー 培風館 1968 (哲学の世界)
- 交換と権力 社会過程の弁証法社会学 ピーター・M.ブラウ 間場寿一,居安正共訳 新曜社 1974

## 参考
- 「塩原勉教授研究業績」『年報人間科学』第15号、大阪大学人間科学部社会学・人間学・人類学研究室、1994年、199-204頁、doi:10.189104558、ISSN 0286-5149、NAID 110004746799。